# Бегов Хан
Бегов Хан је насељено мјесто у Босни и Херцеговини, у општини Жепче, које административно припада Федерацији Босне и Херцеговине. Према попису становништва из 2013. у насељу је живјело 1.299 становника.

## Становништво
| Националност       | 1991.        | 1981.        | 1971.        |
| Муслимани          | 900 (86,45%) | 810 (88,23%) | 466 (82,62%) |
| Срби               | 104 (9,99%)  | 85 (9,25%)   | 73 (12,94%)  |
| Хрвати             | 9 (0,86%)    | 17 (1,85%)   | 15 (2,65%)   |
| Југословени        | 23 (2,20%)   | 5 (0,54%)    | 2 (0,35%)    |
| остали и непознато | 5 (0,48%)    | 1 (0,10%)    | 8 (1,41%)    |
| Укупно             | 1.041        | 918          | 564          |